# Forcipomyia eshowensis
Forcipomyia eshowensis är en tvåvingeart som beskrevs av Meillon 1937. Forcipomyia eshowensis ingår i släktet Forcipomyia och familjen svidknott. Inga underarter finns listade i Catalogue of Life.